# Oppia concolor
Oppia concolor är en kvalsterart som beskrevs av Koch 1839. Oppia concolor ingår i släktet Oppia och familjen Oppiidae. Inga underarter finns listade i Catalogue of Life.